# Devin Aromashodu

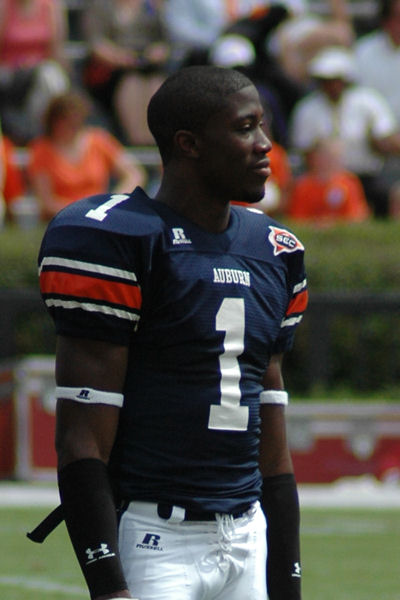
Devin Aromashodu

Devin Aromashodu född (av nigerianskt ursprung) 23 maj 1984 i Fort Lauderdale, Florida, är en utövare av amerikansk fotboll. Han spelade college football för Auburn. Han draftades i 7 rundan (sista) av Miami Dolphins i 2006 års NFL-draften (spelare # 233). Han är en bollmottagare en så kallad WR, wide receiver han har spelat för Indianapolis Colts
Houston Texans, Washington Redskins. Devin kom till Chicago Bears 2008. Han står inför ett "break-out year". Devin bär tröja #19. 12 november 2009 fångade han sin första passning för Bears mot San Francisco 49ers.
Längd: 6 ft 2 in (188 cm)
Vikt: 201 lb (91 kg) 